# Picture and Text
Picture and Text é uma coleção de ensaios de Henry James sobre a arte da ilustração, publicado em 1893 Os ensaios são um perfil breve dos principais ilustradores da editora Harper and Brothers books and magazines, e é lembrado pelos ensaios extensos e perspicazes sobre John Singer Sargent e Honoré Daumier. Junto aos ensaios sobre a ilustração em preto e branco de textos há uma discussão em forma de diálogo sobre a relação entre o cenário e a peça de teatro